# Deafheaven
Deafheaven é uma banda americana de post-metal formada em 2010. Originalmente baseada em São Francisco, o grupo começou como um duo com o vocalista George Clarke e o guitarrista Kerry McCoy, que gravaram e lançaram de forma independente um álbum demo juntos. Após o lançamento, o Deafheaven recrutou três novos membros e começou a fazer turnês. Antes do final de 2010, a banda assinou com a gravadora Deathwish Inc. e, posteriormente, lançou seu álbum de estreia, Roads to Judah, em abril de 2011. Eles popularizaram um estilo único que mistura black metal, shoegaze e post-rock, entre outras influências, posteriormente chamado de "blackgaze" pelos críticos.
O segundo álbum do Deafheaven, Sunbather, foi lançado em 2013 e recebeu ampla aclamação da crítica, tornando-se um dos álbuns mais bem avaliados do ano nos Estados Unidos. Em 2015, a banda lançou New Bermuda, seguido por Ordinary Corrupt Human Love em 2018. O álbum Infinite Granite, lançado em 2021, reduziu drasticamente a presença de vocais gritados. Em 2025, Lonely People With Power foi lançado, apresentando um som mais pesado e agressivo enraizado no black metal.

## História

### Formação e demo (2010)
O Deafheaven foi formado em fevereiro de 2010  em São Francisco, Califórnia, pelo vocalista George Clarke e o guitarrista Kerry McCoy, que anteriormente tocaram juntos na banda de grindcore Rise of Caligula. Clarke não sabe ao certo como chegou ao nome Deafheaven, embora esteja ciente de sua aparição no Soneto 29 de William Shakespeare. As palavras "deaf" (surdo) e "heaven" (céu) foram combinadas como uma homenagem à banda Slowdive.
Clarke e McCoy gravaram um álbum demo sem título em abril de 2010 no Atomic Garden Studios, gastando cerca de US$ 500, valor que a banda não podia pagar na época. Como a dupla não possuía uma guitarra elétrica ou amplificador naquele momento, a demo foi composta em um violão e gravada com equipamentos emprestados do estúdio. A demo, lançada digitalmente e em fitas cassete em quantidade limitada, apresentava quatro músicas que combinavam black metal tradicional e post-rock.
Inicialmente, o Deafheaven não planejava lançar o material, mas depois decidiram enviá-lo a alguns de seus blogs favoritos.  Após a recepção positiva, Clarke e McCoy recrutaram mais três músicos: o baixista Derek Prine, o guitarrista Nick Bassett, da banda de shoegaze Whirr (anteriormente Whirl), e o baterista Trevor Deschryver, que respondeu a um anúncio no Craigslist. Assim, formaram um grupo de cinco integrantes e começaram a realizar seus primeiros shows em julho de 2010.

### Assinatura com a Deathwish eRoads to Judah(2010–2012)
O Deafheaven anunciou em dezembro de 2010 que havia assinado com a gravadora Deathwish Inc., fundada por Jacob Bannon, vocalista do Converge. Inicialmente, a gravadora entrou em contato com a banda com o objetivo de lançar uma versão física da demo. No entanto, o grupo já havia composto novas músicas e pediu que fosse lançado tanto a demo quanto o novo material. O primeiro lançamento pela Deathwish foi um single em vinil 7" que incluía "Libertine Dissolves" e "Daedalus", duas músicas extraídas da demo. O single foi prensado em quantidade limitada e enviado como presente para pessoas aleatórias que compraram na loja online da gravadora.

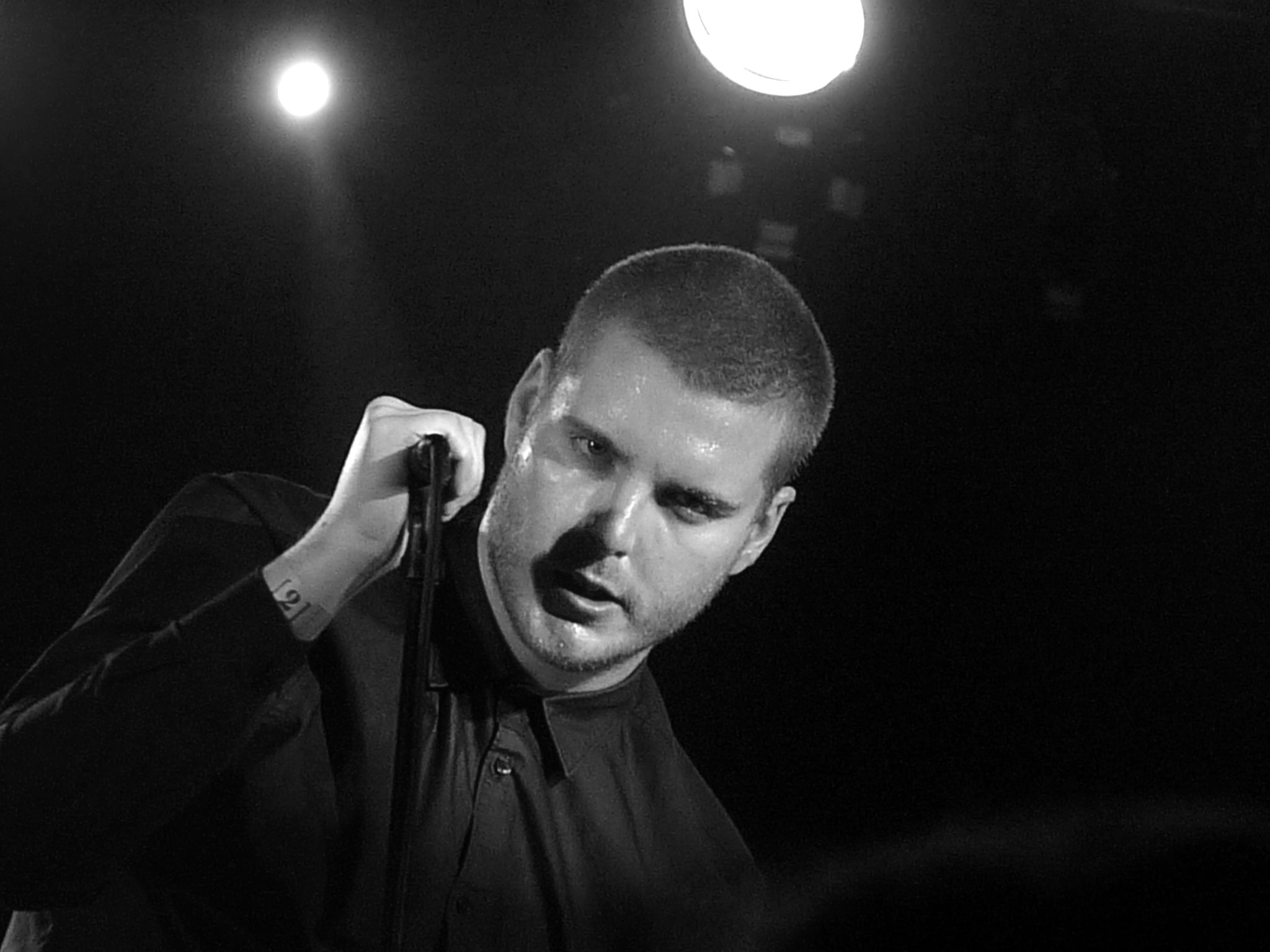
O vocalista George Clarke em performance em 2012.

O álbum de estreia, Roads to Judah, foi lançado em 26 de abril de 2011 pela Deathwish. O título do álbum faz referência ao trem N Judah, que serve como transporte em São Francisco, cidade natal da banda. Liricamente, o álbum aborda o "ano de abuso de substâncias e depravação" de George Clarke. Roads to Judah recebeu críticas positivas de veículos como Decibel e RVA Magazine e foi incluído em diversas listas de melhores do ano, incluindo da NPR, Pitchfork e The A.V. Club.. O MSN Music também nomeou o Deafheaven como um dos melhores novos artistas de 2011.
Para promover o álbum, a banda se apresentou no festival SXSW em Austin, Texas, em março de 2011, fez uma turnê pelos Estados Unidos com a banda canadense de noise rock KEN mode em junho de 2011, participou do festival Sound and Fury na Califórnia em julho de 2011, e em novembro de 2011 fez uma turnê com a banda de post-rock Russian Circles. Em fevereiro de 2012, o Deafheaven realizou sua primeira turnê europeia. Kerry McCoy afirmou que o Russian Circles os "acolheu" durante a turnê e os ensinou como uma banda deveria se comportar, dizendo: "As três regras para qualquer banda de sucesso são compor boas músicas, ser excelente ao vivo e não ser um babaca enquanto faz isso. Nós já tentávamos seguir isso, mas o Russian Circles nos fez gravar isso na cabeça."
O Deafheaven também participou dos festivais Northside em Brooklyn, Nova Iorque, e Fun Fun Fun em Austin, Texas, em 2012. Como parte da série de álbuns ao vivo gratuitos da Deathwish Inc., a banda lançou Live at The Blacktop em julho de 2011, que apresentava uma performance ao vivo completa de 15 de janeiro de 2011 em Bell Gardens, Califórnia, no The Blacktop, um antigo depósito convertido em espaço para shows.
Em outubro de 2012, o Deafheaven lançou um split EP com a banda americana de black metal Bosse-de-Nage pela gravadora The Flenser. O grupo contribuiu com um cover de duas músicas do Mogwai, "Punk Rock" e "Cody", lançadas como uma única faixa. Essas canções são do álbum Come On Die Young (1999) do Mogwai. Ainda em 2012, a banda lançou uma edição remasterizada e limitada em vinil de sua demo de 2010 pela Sargent House.

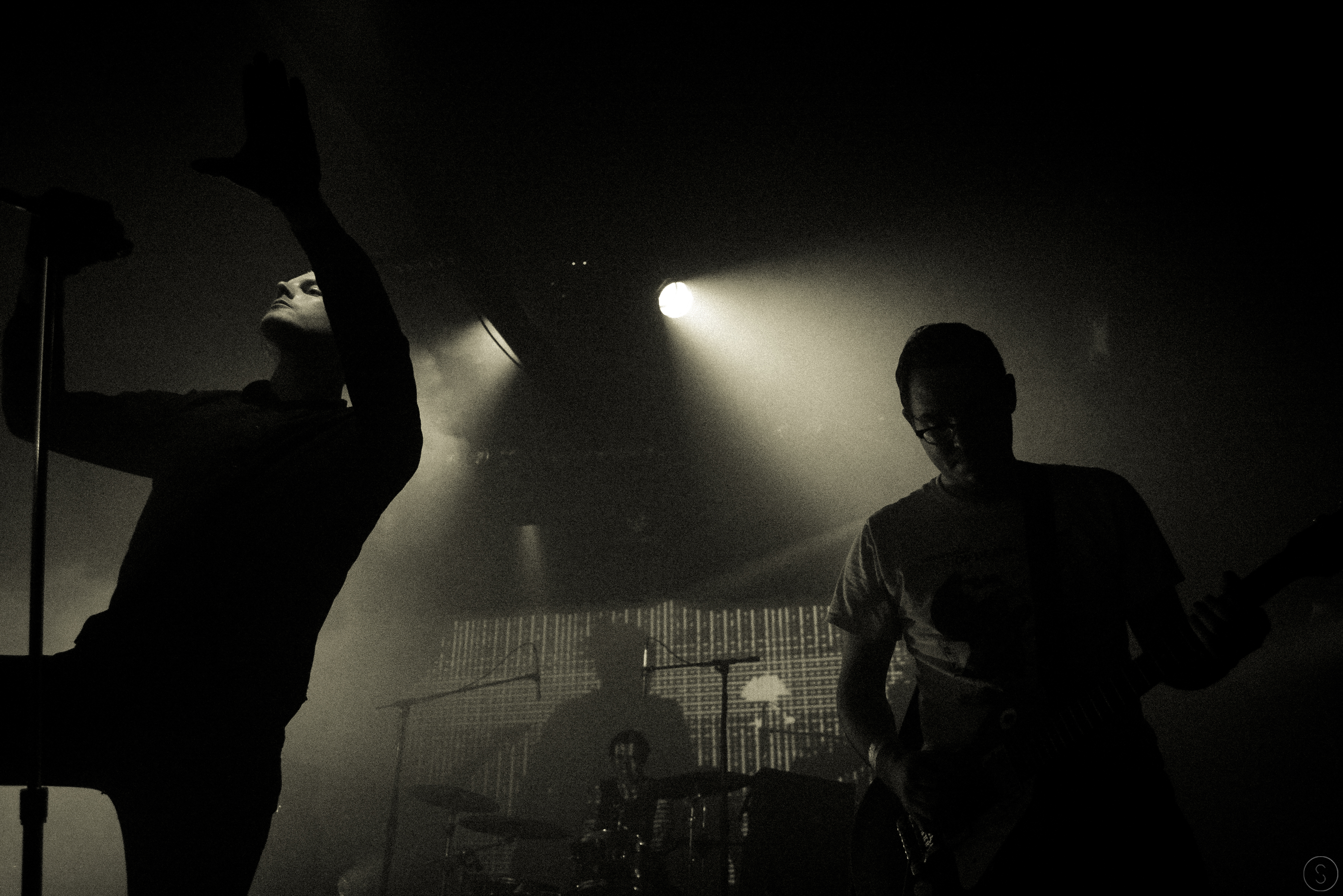
George Clarke (esquerda), Daniel Tracy (fundo), and Kerry McCoy (direita) performando em 2013

### Sunbather, nova formação e aclamação da crítica (2013–2014)
Desde setembro de 2011, o Deafheaven anunciou que estava compondo novas músicas para um possível álbum split, EP ou álbum completo. Na época, Kerry McCoy descreveu o material como "mais rápido, sombrio, muito mais pesado e muito mais experimental" em comparação a Roads to Judah. No entanto, em dezembro de 2012, George Clarke afirmou que as novas músicas eram menos melancólicas e menos centradas no black metal, apresentando um som mais "rico e voltado para o rock, e até pop em alguns momentos."
O novo álbum, intitulado Sunbather, foi escrito exclusivamente pelos membros fundadores Clarke e McCoy, de forma semelhante ao processo de composição da demo, mas diferente de Roads to Judah, que havia sido composto por uma formação de cinco integrantes. O baterista Daniel Tracy, que havia se juntado à banda, contribuiu no estúdio ao adicionar seu próprio estilo às músicas já estruturadas. Clarke explicou que o título do álbum reflete sua ideia de perfeição: "Representa uma existência rica, bela e perfeita, que é naturalmente inatingível, e as lutas para lidar com essa realidade por conta de suas próprias falhas, problemas de relacionamento, familiares, morte, etc."
Sunbather foi gravado em janeiro de 2013 com o produtor Jack Shirley e lançado em 11 de junho de 2013 pela Deathwish. O álbum foi amplamente aclamado pela crítica, recebendo uma nota de 92/100 no Metacritic com base em 18 resenhas, sendo posteriormente declarado o álbum mais bem avaliado de 2013 pela plataforma. Foi também o primeiro lançamento da banda a entrar na Billboard, alcançando a posição 130 no Billboard 200 e a segunda posição no Top Heatseekers.
Além de Daniel Tracy, que participou da gravação do álbum, o grupo recrutou o baixista Stephen Clark e o guitarrista Shiv Mehra para as turnês de 2013. Os membros fundadores Clarke e McCoy explicaram que antigos integrantes saíram da banda devido às dificuldades de viver na estrada e ganhar pouco ou nenhum dinheiro.
A turnê de promoção de Sunbather começou em abril/maio de 2013 com uma turnê pela Europa e Rússia ao lado da banda The Secret, seguida por uma turnê nos Estados Unidos com Marriages em junho/julho. Em 2014, o Deafheaven realizou turnês pela Austrália em janeiro, apoiou o Between the Buried and Me em fevereiro/março, e excursionou pela Ásia e Europa em maio/junho. O grupo também fez uma turnê pelos EUA com Pallbearer em junho, retornou à Europa em agosto e, em setembro, realizou uma turnê norte-americana com No Joy.
Em paralelo, os membros Daniel Tracy e Shiv Mehra formaram o projeto de rock psicodélico Creepers com Varun Mehra e Christopher Natividad. O grupo lançou um EP autointitulado em 2013 e seu álbum de estreia, Lush, em 2014, pela gravadora indie All Black Recording Company, fundada por George Clarke e o ex-integrante do Deafheaven Derek Prine.
No dia 25 de agosto de 2014, o grupo lançou o single "From the Kettle Onto the Coil" como parte da série semanal de singles de 2014 da rede de TV Adult Swim. Clarke descreveu a faixa como seguindo uma fórmula semelhante às músicas de Sunbather, mas afirmou que ela não era um forte indicativo de como seria o próximo álbum a ser lançado.

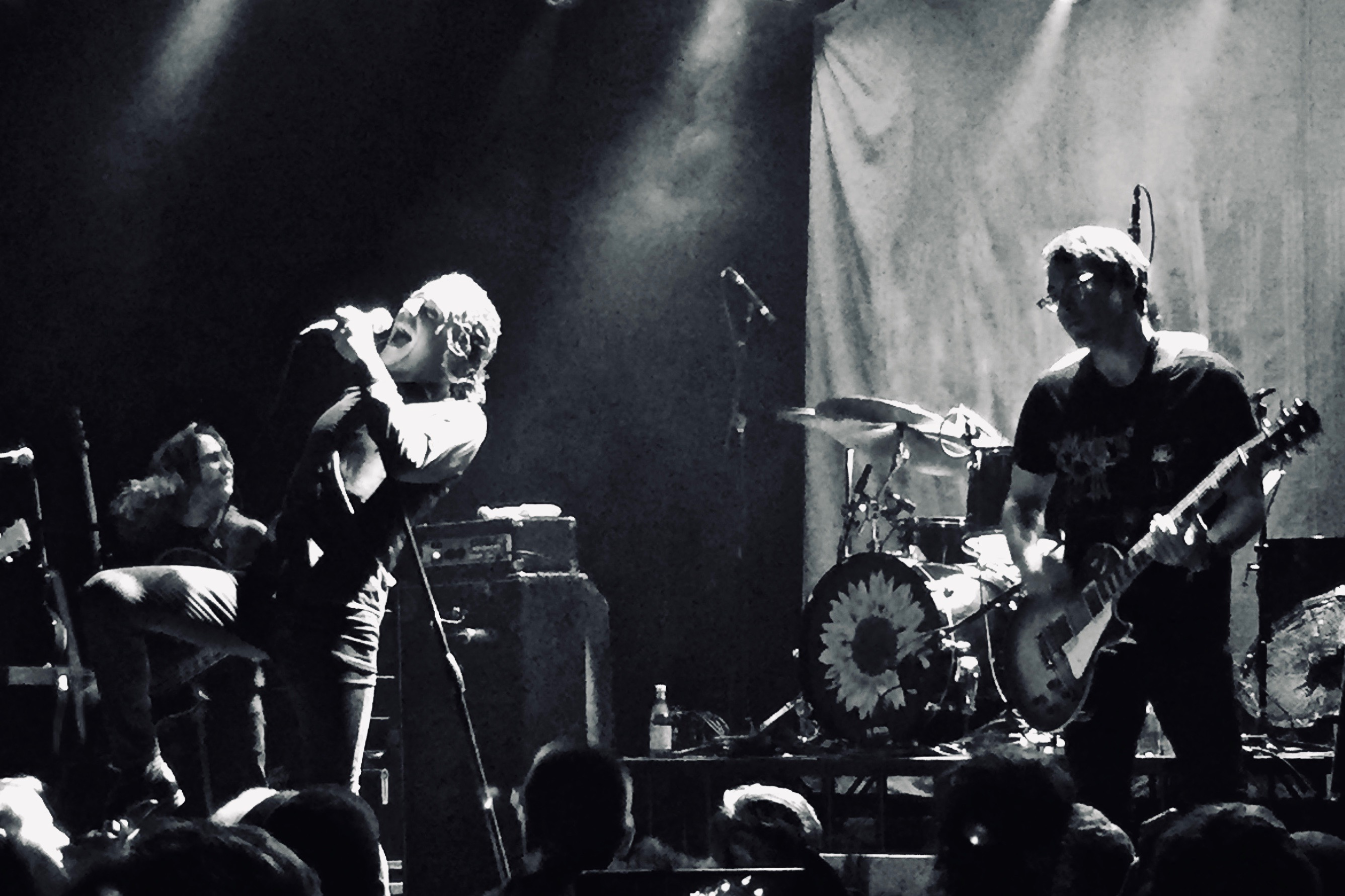
Deafheaven performando no Fete Music Hall em Providence (2 de novembro de 2018)

### New Bermuda,Ordinary Corrupt Human Lovee10 Years Gone(2015–2020)
Em julho de 2015, o Deafheaven começou a divulgar o seu terceiro álbum de estúdio, com previsão de lançamento para outubro de 2015, através do selo Anti-, da Epitaph Records. A banda liberou um vídeo curto com clipes de novas músicas, imagens do estúdio e vistas de uma costa rochosa. No dia 28 de julho de 2015, o grupo anunciou o título de seu terceiro álbum, New Bermuda, que foi lançado oficialmente em 2 de outubro de 2015. O álbum foi muito bem recebido e foi nomeado como o 12º melhor álbum do ano pela Spin Magazine em 2015.
A banda iniciou o trabalho em seu próximo álbum em janeiro de 2018, quando anunciou que estava em estúdio preparando novas faixas com lançamento previsto para o mesmo ano. Em 17 de abril de 2018, o grupo lançou "Honeycomb", o single de estreia de seu quarto álbum de estúdio, Ordinary Corrupt Human Love. Em 12 de junho de 2018, a banda divulgou outro single, "Canary Yellow". O álbum foi lançado em 13 de julho de 2018, também pela Anti-, e recebeu aclamação generalizada dos críticos.
Em 7 de dezembro de 2018, foi anunciado que o single "Honeycomb" havia sido indicado ao Grammy na categoria de Melhor Performance Metal.
Em 27 de fevereiro de 2019, o Deafheaven lançou a faixa "Black Brick", um lado B do álbum Ordinary Corrupt Human Love. Posteriormente, em 4 de dezembro de 2020, a banda lançou 10 Years Gone, um álbum comemorativo ao marco de 10 anos de carreira. O registro foi uma gravação ao vivo feita no estúdio e, nas notas de lançamento, a banda expressou sua gratidão por ter realizado o projeto e pelo apoio contínuo dos fãs, além de deixar claro que estavam trabalhando em novas músicas para um próximo álbum, com previsão para 2021.

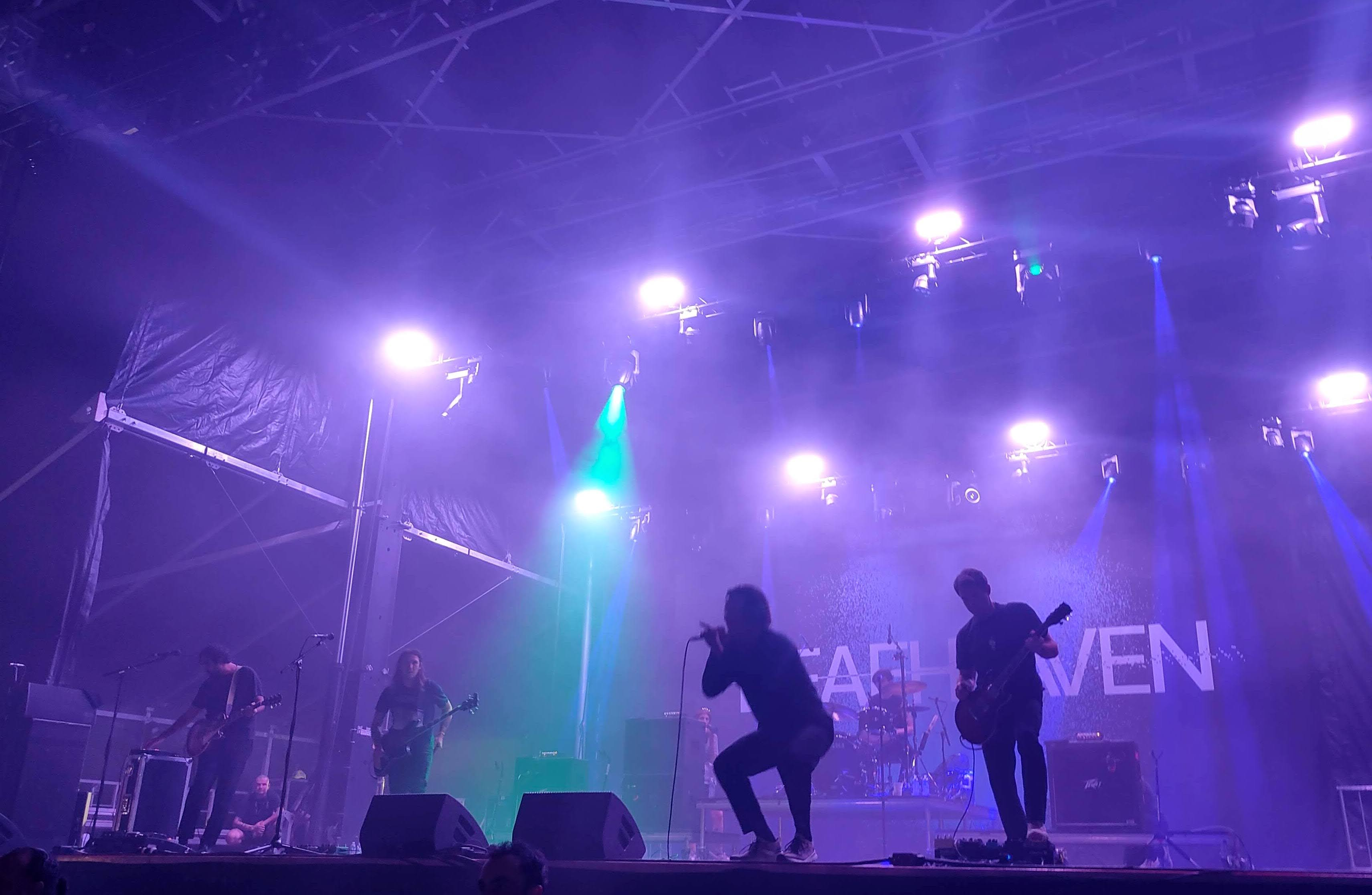
Deafheaven tocando no After Shock Festival em 2023

### Infinite Granite(2021–2024)
Em 7 de junho de 2021, o Deafheaven apagou suas publicações das redes sociais e postou um vídeo teaser com a data "08.20.21" em seu site oficial e nas redes sociais. Dois dias depois, o grupo lançou um novo single, "Great Mass of Color", disponível em serviços de streaming. A faixa marcou uma mudança no estilo da banda, com influências de shoegaze e vocais limpos, contrastando com as influências de black metal que dominaram seus álbuns anteriores. Foi então revelado que a música era o single de estreia do quinto álbum de estúdio da banda, Infinite Granite..
Em abril de 2023, o Deafheaven foi a atração principal do Festival Roadburn, na Holanda, onde se apresentou com Sunbather para celebrar seu 10º aniversário e tocou Infinite Granite na íntegra em noites consecutivas.
Em 7 de fevereiro de 2024, a banda postou outro vídeo teaser, anunciando sua assinatura com o selo Roadrunner Records.

### Lonely People with Power(2025–presente)
Em janeiro de 2025, o Deafheaven começou a divulgar seu sexto álbum de estúdio, Lonely People with Power Pouco depois, a banda anunciou o lançamento de um novo single, "Magnolia", acompanhado por um videoclipe oficial.. O álbum foi lançado em 28 de março de 2025.

## Legado e influência
Com a criação do blackgaze, o gênero foi inicialmente criticado por fãs de black metal tradicional e heavy metal. No entanto, com o sucesso de Sunbather, essas críticas foram rapidamente ofuscadas, e o álbum passou a ser considerado um lançamento definitivo para o gênero. O sucesso do disco também deu à banda uma popularidade muito mais ampla, permitindo que tocassem em diversos festivais mainstream, onde geralmente eram o único artista voltado ao metal.

## Membros

### Atuais
- George Clarke – vocais principais (2010–presente)
- Kerry McCoy – guitarra (2010–presente)
- Daniel Tracy – bateria (2012–presente)[33]
- Chris Johnson – baixo, vocais de apoio (2017–presente)
- Shiv Mehra – guitarra, vocais de apoio, teclados (2013–presente)[6]

### Anteriores
- Nick Bassett – guitarra (2010–2012)[74]
- Trevor Deschryver – bateria (2010–2011)
- Korey Severson - bateria (2011-2012)[75][76][77][78]

- Derek Prine – baixo (2010–2012)
- Stephen Clark - baixo (2013-2017)[6]

### Membros de turnê anteriores
- John Kline -  bateria (2010); falecido em 2012[79][80][81]

### Membros de turnê
- Gary Bettencourt – guitarra (2011)[74]
- Joseph Bautista – guitarra (2011–2012)[74]
- Mike Coyle – guitarra (2012)[74]

Linha do Tempo

## Discografia

### Álbuns de estúdio
- 2011 - Roads to Judah
- 2013 - Sunbather
- 2015 - New Bermuda
- 2018 - Ordinary Corrupt Human Love
- 2021 - Infinite Granite
- 2025 - Lonely People with Power